# Eine Frau vergisst nicht
Eine Frau vergisst nicht (auch Eine Frau, die nicht vergisst) ist ein US-amerikanisches Filmdrama aus dem Jahr 1933 von John M. Stahl mit Margaret Sullavan und John Boles in den Hauptrollen. Der Film wurde von Universal Pictures produziert und basiert auf mehreren literarischen Vorlagen. So wurde das Drehbuch inspiriert durch den Roman Brief einer Unbekannten von Stefan Zweig sowie die englische Übersetzung Letter from an Unknown Woman von Eden und Cedar Paul und das Buch Only Yesterday: An Informed History of The Nineteen-Twenties von Frederick Lewis Allen.

## Handlung
Als am 29. Oktober 1929 die Börse zusammenbricht, ist der Börsenmakler Jim Emerson, pleite und in einer unglücklichen Ehe gefangen, kurz davor, sich umzubringen, als er auf seinem Schreibtisch einen Brief von einer Frau aus seiner Vergangenheit findet. 
1917, nachdem sie zwei Jahre lang für Lieutenant Jim Emerson schwärmte, tanzt die neunzehnjährige Mary Lane mit ihm auf einem Offiziersball in Virginia. Nach einer romantischen Nacht zieht Jim in den Krieg nach Frankreich, ohne Mary etwas zu sagen. Schwanger zieht Mary nach New York, um bei ihrer aufgeschlossenen Tante Julia Warren zu bleiben, die einen Schönheitssalon betreibt. Julia empfängt Mary mit offenen Armen und versichert ihr, dass in der modernen Welt eine Schwangerschaft nur ein weiteres biologisches Ereignis sei. Marys Sohn Jim Jr. wird am Tag der Unterzeichnung des Waffenstillstands geboren und sie kann es kaum erwarten, wieder mit Jim vereint zu sein. Später, als die Truppen in New York ankommen, entdeckt Mary Jim in der Konfettiparade und rennt zu ihm, aber er erinnert sich nicht an sie und umarmt stattdessen seine Freundin Phyllis. Mary ist untröstlich, von Jim besessen und beobachtet ihn aus der Ferne. Die Zeit vergeht und die Prohibition wird für den folgenden Januar festgelegt. An dem Tag, an dem Mary beschließt, Jim die Wahrheit über ihren Sohn zu erzählen, wird seine Hochzeitsreise mit Phyllis in der Zeitung angekündigt.
Zehn Jahre später ist Julia mit ihrem Freund Bob verheiratet. Mary betreibt erfolgreich einen eigenen Schönheitssalon. Am Silvesterabend erhält Jim seine jährliche geheime Neujahrsbotschaft von „jemandem, der nicht vergisst“. In dieser Nacht gehen Julia und Bob sowie Mary und ihr Verehrer Dave Reynolds zu einer Party im St. Regis Club. Mary verspricht Dave, um Mitternacht eine Antwort auf seine wiederholten Anträge zu geben und Jimmy dann zu Hause anzurufen und ihm die Antwort mitzuteilen. Ebenfalls im St. Regis ist jedoch Jim, ohne seine Frau. Als er und Mary sich durch den Raum hindurch anstarren, schlägt er vor, die Party zu verlassen, und nimmt sie mit in seine „Junggesellenwohnung“. Jim erinnert sich immer noch nicht an Mary, aber sie nennt ihn bei seinem Namen und weigert sich, ihre Identität preiszugeben. Die beiden lieben sich und er schwört, dass er eine Frau wie sie nie vergessen könnte. Sechs Stunden später bittet Jim darum, sie wiederzusehen, aber Mary besteht darauf, dass sie sich für immer trennen, und geht, ohne ihm ihren Namen zu sagen. Zu Hause sagt Mary Jimmy, dass sie Dave nicht heiraten wird. 
Einige Jahre später liegt Mary, die an einer chronischen Herzkrankheit leidet, auf ihrem Sterbebett und verfasst in einem Brief an Jim ihre Lebensgeschichte. Das Datum ist der 29. Oktober. Julia verspricht, den Brief nach Marys Tod abzuschicken. Jimmy kommt von der Militärakademie nach Hause, um sich von seiner Mutter zu verabschieden. Mary stirbt, und Jim liest später den Brief, in dem sie ihn bittet, seinen Sohn zu besuchen. Jim wirft den Abschiedsbrief weg und verabschiedet sich von Phyllis, die ihn für einen anderen Mann verlassen wollte. Als Jim in Marys Wohnung ankommt, sagt Jimmy ihm, dass seine Mutter gestorben ist. Jim sagt Jimmy, dass er sein Vater ist.

## Hintergrund
Gedreht wurde der Film vom 4. Januar bis Ende Februar 1951 auf der Iverson Movie Ranch in Chatsworth sowie in den MGM-Studios in Universal City.
Die Universal Studios, die wegen finanzieller Schwierigkeiten geschlossen worden waren, wurden mit diesem Film wiedereröffnet und waren gezwungen, Lohnkürzungen für ihr Personal vorzunehmen. Das Filmmaterial aus dem Ersten Weltkrieg in diesem Film stammt aus Lewis Milestones Film Im Westen nichts Neues aus dem Jahr 1930. Isabel Jewell und Minna Gombell wurden für Hauptrollen in diesem Film in Betracht gezogen.
Laut den Akten der Motion Picture Association wandte sich Universal im Juni 1932 an das Hays Office, der amerikanischen Zensurbehörde, um das Buch „Only Yesterday“ für die Leinwand zu adaptieren, und erhielt eine positive Antwort. Im Januar 1933 wurde dem Hays Office ein Drehbuchentwurf vorgelegt. Dr. James Wingate, Direktor des Studio Relations Office, AMPP, schrieb am 3. Januar 1933 an Carl Laemmle und informierte ihn über die Einwände des Office. Dazu gehörten die Verwendung von Schimpfwörtern sowie zwei Reden maskulin aussehender Frauen. Wingate erklärte zudem, dass, obwohl „die beiden wichtigsten Sexsituationen mit großer Feinfühligkeit und Diskretion behandelt wurden“, das Hays Office für das Silvester-Rendezvous der Protagonisten riet, dass Jim nach der Ausblendung nicht in seinem Bademantel, sondern vollständig angezogen sein sollte, da einige strengere Zensurbehörden Einwände dagegen erheben könnten, dass „selbst ein geringfügiger Kostümwechsel ein sichtbarer Hinweis darauf ist, dass eine Affäre stattgefunden hat“. Laemmle stimmte zu, alle Einwände gegen den Hays Code aus dem Drehbuch zu streichen und Wingates Zensurratschlägen zu folgen. 
Die Produktion begann erst in der letzten Maiwoche 1933. Am 24. Mai schrieb Wingate an Harry Zehner, den stellvertretenden Generaldirektor von Universal, dass die Behörde dem Studio aufgrund der seit Januar verschärften Zensur vorgeschlagen habe, Julias Verweis auf „Schwangerschaft“ auf eine Erwähnung „biologischer Ereignisse“ abzuschwächen. In einem Memo an das Hays Office vom 26. Mai 1933 berichtet Wingate, dass Universal aufgrund des Erfolgs von Back Street beabsichtigte, Irene Dunne und John Boles zu besetzen. Jedoch wurde Margaret Sullavan anstelle von Dunne besetzt und gab ihr Filmdebüt. Als das Hays Office schließlich den fertigen Film begutachtete, beanstandete es, dass sowohl Mary als auch Jim an Silvester aus dem Schlafzimmer kamen, und behauptete, die Sequenz sei nicht im eingereichten Drehbuch enthalten. Das Auftauchen der beiden Liebenden aus dem Schlafzimmer könnte Laemmles Entschädigung für den Einwand des Hays Office gewesen sein, dass Jim im Morgenmantel auftauchte. Die Andeutung von Lesbentum war noch immer anstößig, ebenso wie eine Szene, in der ein Hund das Kleid seiner Besitzerin nass macht, und die Szene, in der Mary und Jim aus dem Garten kommen, nachdem sie miteinander geschlafen haben. Am 28. Oktober 1933 genehmigte das Hays Office den Film schließlich unter der Bedingung, dass die Andeutung von Lesbentum sowie das Klicken einer Tür aus dem Off in der Silvesterszene herausgeschnitten werden.
Am 24. September 1936 schrieb Vincent G. Hart, Direktoriums-Assistent des Hays Office, an Direktor Joseph Breen, dass ein Kinobetreiber den Film als Wiederveröffentlichung zeigen wollte. Zur gleichen Zeit erwog Universal, den Film erneut zu veröffentlichen. Doch am 30. September schrieb Breen an Zehner, dass das Hays Office vier Filmrollen des Films angesehen und ihn als Verstoß gegen den Hays Code eingestuft habe. Breen schlug Universal vor, den Antrag auf Genehmigung zur Wiederveröffentlichung zurückzuziehen. Der spezifische Verstoß gegen den Kodex in dieser Geschichte werde durch die Tatsache verdeutlicht, dass der Held als unmoralischer Mann dargestellt werde, der mit der Heldin eine unerlaubte sexuelle Beziehung eingehe, aus der ein uneheliches Kind hervorgehe. Diese Situation werde von mindestens zwei der Charaktere geduldet, und es werde nicht definitiv gezeigt, dass sie falsch seien, sondern eher zu einer romantischen Angelegenheit gemacht, und es fehle völlig alles, was auf kompensierende moralische Werte hindeute. Am 2. Oktober 1936 hatte Breen erfahren, dass sich das Kino, auf das sich Hart bezog, in Washington befand, und er schrieb an das Hays Office, dass eine Neuauflage zu diesem Zeitpunkt eine Katastrophe bedeuten könne. Im Mai 1937 erkundigte sich Universal erneut nach der Möglichkeit einer Neuauflage. Breen schrieb am 4. Mai 1937 an Sid Singerman, den Assistenten des Verkaufsleiters bei Universal, dass die Entscheidung vom September 1936 gegen eine Neuauflage weiterhin gelte.
Am 11. September 1945 hielt Breen in einem internen Memo ein Treffen mit dem Produzenten Felix Jackson fest, bei dem es um eine geplante Neuverfilmung des Films ging. Breen schrieb, er habe Jackson darüber informiert, dass der Film von 1933 vor der Verabschiedung des Hays Code (Production Code) genehmigt worden sei und ein „im Lichte des Production Code betrachtet völlig inakzeptables Drehbuch“ sei, da es sich um die Geschichte von „unerlaubtem Sex und Ehebruch ohne ausreichende ausgleichende moralische Werte“ handele. Breen wies außerdem darauf hin, dass eine Neuverfilmung des Films ohne „erhebliche Überarbeitung sowohl der Grundstruktur als auch der Details“ nicht erlaubt sei. Das Memo besagt weiter, dass Jackson den Film im Jahr 1941 spielen lassen und 1951 enden lassen wollte, und dass Breen die sogenannten „ausgleichenden moralischen Werte“ einfügen wollte, die im Drehbuch fehlten. Breens Vorschläge beinhalteten, die Frau aus einer wohlhabenden Familie im Süden zu machen, die sie verlässt, um nach New York zu gehen, während sie ihre Schwangerschaft geheim hält. Anstatt dass die Tante der Frau sie willkommen hieß, schlug Breen vor, sie zu zwingen, in einer billigen Pension zu leben. Erst nach der Geburt des Babys in einem allgemeinen Krankenhaus in New York würde die Tante, die in bescheidenen Verhältnissen statt in dem, was Breen als „Luxus“ bezeichnete, lebt, die Frau und das Baby aufnehmen und ihr einen Job in ihrem Fachgeschäft geben, wo sie „wirklich ihren Lebensunterhalt verdienen“ müsste. Die Geschichte würde dann wie gewohnt weitergehen, außer dass die Frau kein zweites Mal mit dem Mann schlafen würde und der Mann, wenn er mit seinem Sohn vereint wäre, pleite wäre und „durch die Liebe und Kameradschaft des Jungen ein neues Leben“ bekäme. Am Ende des Films würde der Vater darauf verzichten, den Jungen in die Arme zu nehmen und aus dem Bild gehen, ohne dem Jungen zu sagen, dass er sein Vater ist. Jackson war angeblich nicht beeindruckt von Breens Vorschlägen, und der Film wurde nie gedreht.
Charles D. Hall war für das Szenenbild zuständig, Vera West für die Kostüme. Verantwortliche Toningenieure waren Gilbert Kurland und Joe Lapis. Scott R. Beal arbeitete als Regieassistent.
Für Natalie Kingston war es die letzte Filmrolle.
Der Titelsong Only Yesterday wurde von Walter Donaldson komponiert.

## Veröffentlichung
Die Premiere des Films fand am 6. November 1933 statt. 1934 kam er im Deutschen Reich in die Kinos, in Österreich erst 1946.

## Kritiken
Der Filmkritiken-Aggregator Rotten Tomatoes hat in einer Auswertung von 44 Kritiken eine Zustimmungsrate von 100 Prozent errechnet. Das Publikumsergebnis hat sich bei 71 Prozent positiver Bewertungen eingependelt.
Die zeitgenössischen Kritiken fielen durchweg positiv aus. Mordaunt Hall von der The New York Times bescheinigte dem Film unbestreitbar ausgleichende Vorzüge, darunter John M. Stahls sorgfältige Regie und Margaret Sullavans hervorragende Leistung. Dieses romantische Drama sei außerdem von wirklich ergreifenden Gefühlen und gelegentlichen Einlagen sanften Humors durchdrungen. Die Variety lobte Regisseur Stahl, der einen reifen, intelligenten, menschlichen und liebenswerten Film geschaffen habe. Jack Moffitt war im The Kansas City Star der Überzeugung, dass dieser wunderschöne Film wahrscheinlich die schönste Frauengeschichte, die dieses Jahr auf die Leinwand komme, sei. In einer Vorabkritik der Los Angeles Times lobte Edwin Schallert die gekonnt präsentierte Handlung, auch wenn Details überbetont werden und der Film sich manchmal ziemlich in die Länge ziehe. Aber es sei eine einfühlsam erzählte Geschichte, die viele Herzen erreichen werde.